# Orquestrión

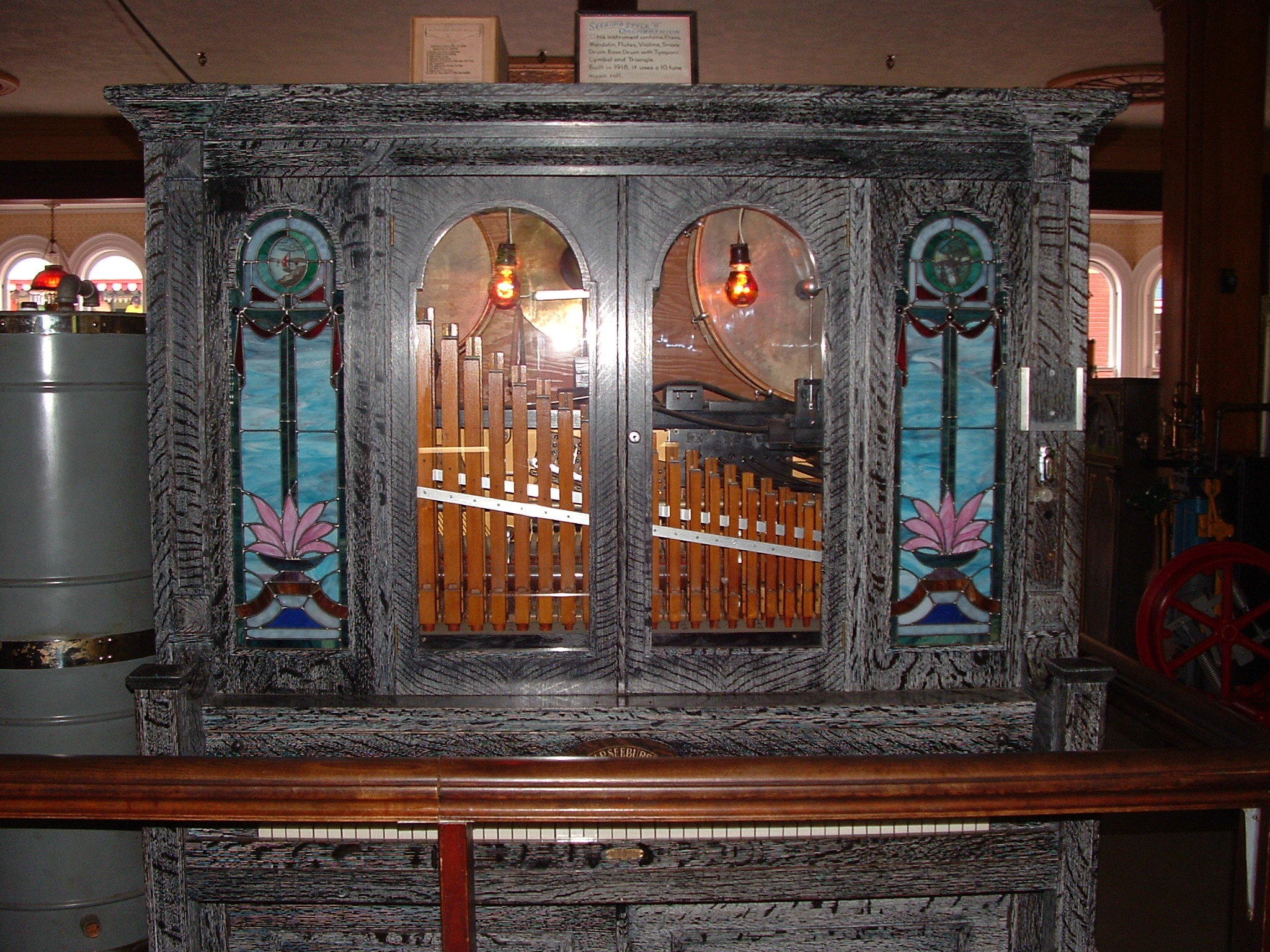
1918 Seeburg Orchestrion, "Style G". Se utiliza un rollo de música de 10 canciones y toca varios instrumentos de viento, cuerda y percusión.

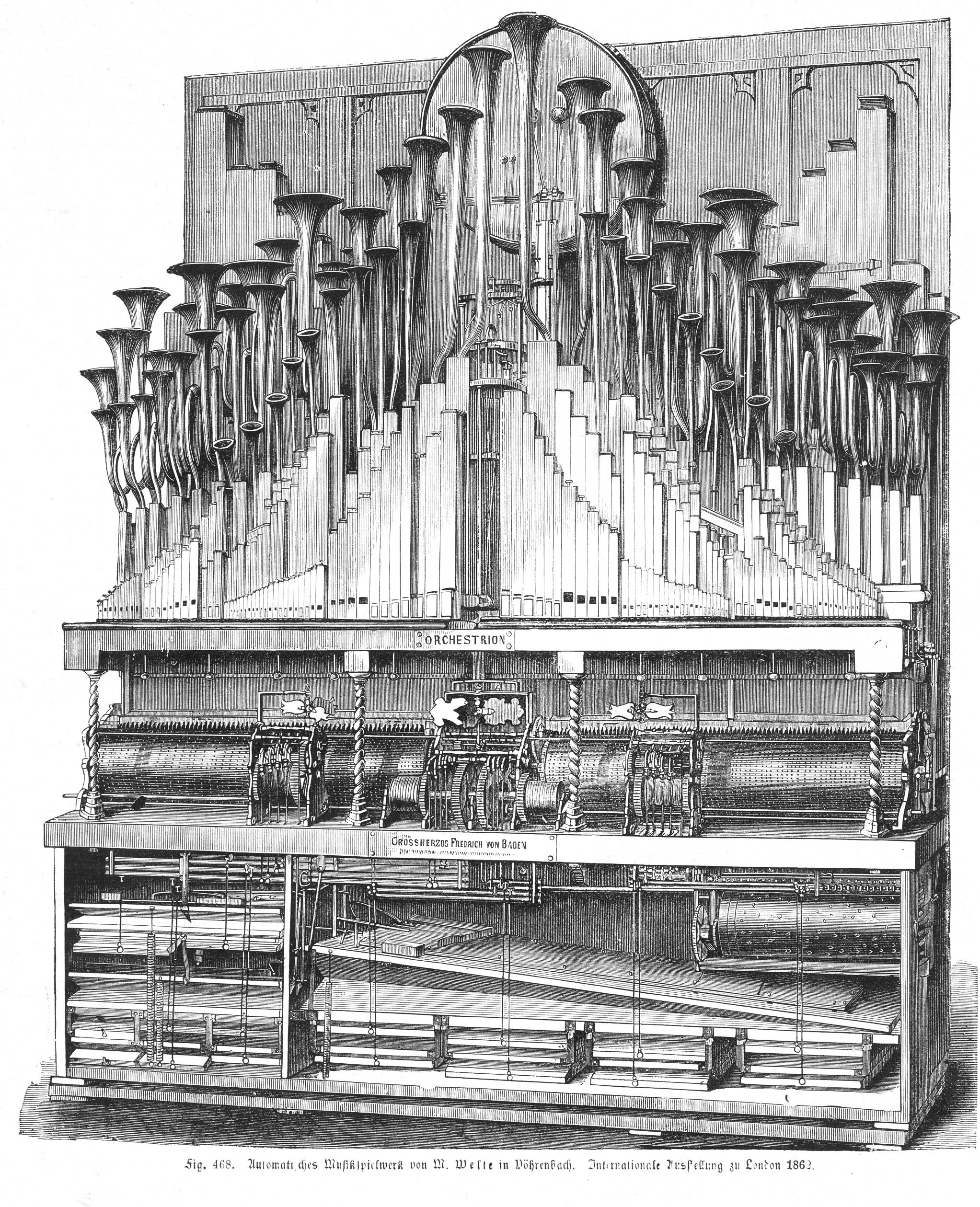
Orquestrión

Un orquestrión es un nombre genérico para una máquina que reproduce música que está diseñada para sonar como una orquesta o banda. En consecuencia, es un complejo instrumento mecánico, muy popular sobre todo desde mediados del siglo XIX a principios del XX.
Construido dentro de una vitrina, en su interior se colocaba el mecanismo de reproducción de las canciones, que normalmente consistía en un cilindro fijo (como en una caja de música) o un rollo de música, y con menos frecuencia un libro de música.
El sonido se produce generalmente por tubos (aunque suenan de manera diferente a los que se encuentran en un órgano de tubos), y mediante instrumentos de percusión como martillos que golpean campanas, tambores, triángulos, etc. Muchos contenían un piano también, e incluso un sistema de arcos que frotaban cuerdas para hacer sonidos de instrumento de cuerda.
El orquestrión llegó a su cénit en Alemania durante la década de 1920 con el advenimiento de la Era del Jazz. Los fabricantes alemanes como Weber, Hupfeld, Philipps, Popper, etc adaptaron y rediseñaron la instrumentación de sus orquestriones para tocar sofisticadas canciones populares sincopadas de jazz que venían de Berlín y de los Estados Unidos. Muchas de las cajas se modernizaron para reflejar diseños Bauhaus. La adaptación de la música combinada con el diseño de mecanismos y el mueble produjo una sinergia que dio lugar a algunas de las máquinas de música más espectaculares jamás construidas.